# Michael Reihs
Michael Reihs (né le 25 avril 1979 à Silkeborg) est un coureur cycliste danois.

## Biographie
Michael Reihs naît le 25 avril 1979 à Silkeborg au Danemark
Il devient professionnel en 2001 en entrant dans l'équipe Phonak qu'il quitte en 2003 pour Fakta. En 2005, il entre dans l'équipe Designa Køkken qu'il quitte en 2011 pour Christina Watches-Onfone. Il passe en 2013 dans l'équipe Cult Energy.
Il met un terme à sa carrière de coureur à l'issue de la saison 2017.

## Palmarès et résultats

### Palmarès par année
- 1997[1]
  - 3e du championnat du Danemark du contre-la-montre par équipes juniors
- 2005
  - 2e de la CSC Classic
- 2006
  - 3e de la Roue tourangelle
- 2007
  - 2e de l'Internatie Reningelst
  - 2e de la Post Cup
  - 3e de la Boucle de l'Artois
- 2008
  - 2e de la Post Cup
- 2009
  - 2e de la Classic Loire-Atlantique
  - 2e du Grand Prix Herning
- 2010
  - 6e étape de la Tropicale Amissa Bongo
- 2011
  - Himmerland Rundt
  - 2e du Grand Prix Herning
  - 3e du championnat du Danemark sur route
- 2012
  - 2e de la Post Cup
- 2013
  - Classement général de la Post Cup

### Classements mondiaux
| Année           | 2005 | 2006 | 2007 | 2008 | 2009 | 2010 | 2011 | 2012 | 2013 | 2014 | 2015 | 2016  |
| --------------- | ---- | ---- | ---- | ---- | ---- | ---- | ---- | ---- | ---- | ---- | ---- | ----- |
| UCI Africa Tour |      |      |      |      |      | 65e  |      |      |      |      |      |       |
| UCI Asia Tour   | 182e |      |      |      |      |      |      |      |      |      |      |       |
| UCI Europe Tour | 224e | 448e | 237e | 974e | 167e | 403e | 98e  | 814e |      |      | 892e | 1151e |